# Parafia Trójcy Przenajświętszej w Beresteczku
Parafia Trójcy Przenajświętszej w Beresteczku – parafia rzymskokatolicka w Beresteczku, należy do dekanatu Łuck w diecezji łuckiej.